# Campeonato Sul-Americano de Atletismo de 2023
A 53ª edição do Campeonato Sul-Americano de Atletismo foi o evento esportivo organizado pela CONSUDATLE no COTP em São Paulo, no Brasil, no período de 28 a 30 de julho de 2023. Foram disputadas 45 provas com a presença de 371 atletas de 13 nacionalidades, com destaque para o Brasil que obteve 45 medalhas na classificação final.

## Medalhistas
Esses foram os resultados do campeonato.

### Masculino
| Evento                      | Ouro                                                                                   | Ouro      | Prata                                                                                | Prata              | Bronze                                                                        | Bronze    |
| --------------------------- | -------------------------------------------------------------------------------------- | --------- | ------------------------------------------------------------------------------------ | ------------------ | ----------------------------------------------------------------------------- | --------- |
| 100 metros [a]              | Erik Cardoso (BRA)                                                                     | 9.97      | Ronal Longa (COL)                                                                    | 9.99 SA23R, SA20R, | Paulo André de Oliveira (BRA)                                                 | 10.03     |
| 200 metros [b]              | Alonso Edward (PAN)                                                                    | 20.30     | César Almirón (PAR)                                                                  | 20.49              | Jorge Vides (BRA)                                                             | 20.59     |
| 400 metros                  | Anthony Zambrano (COL)                                                                 | 45.52     | Elián Larregina (ARG)                                                                | 45.63              | Jhon Perlaza (COL)                                                            | 45.86     |
| 800 metros                  | Eduardo Moreira (BRA)                                                                  | 1:47.12   | Rafael Muñoz (CHI)                                                                   | 1:47.27            | José Maita (VEN)                                                              | 1:47.65   |
| 1 500 metros                | Diego Lacamoire (ARG)                                                                  | 3:47.99   | Guilherme Kurtz (BRA)                                                                | 3:48.11            | Andre Carlos Sales (BRA)                                                      | 3:49.24   |
| 5 000 metros                | Valentín Soca (URU)                                                                    | 13.55.42  | Julián Molina (ARG)                                                                  | 13.55.75           | Altobeli da Silva (BRA)                                                       | 13.55.91  |
| 10 000 metros               | Carlos Díaz (CHI)                                                                      | 28:57.18  | Ignacio Velázquez (CHI)                                                              | 29:00.91           | Diego Arévalo (ECU)                                                           | 29:10.79  |
| 20 km marcha atlética       | Luis Campos (PER)                                                                      | 1:21:25.6 | Jhoantan Amores (ECU)                                                                | 1:21:42.9          | Max dos Santos (BRA)                                                          | 1:23.21.7 |
| 110 metros barreiras        | Eduardo de Deus (BRA)                                                                  | 13.59     | Brayan Rojas (COL)                                                                   | 13.72              | Martín Sáenz (CHI)                                                            | 13.76     |
| 400 metros barreiras        | Matheus da Silva (BRA)                                                                 | 49.44     | Bruno de Genaro (ARG)                                                                | 50.35              | Cristobal Muñoz (CHI)                                                         | 50.89     |
| 3.000 metros com obstáculos | Julian Molina (ARG)                                                                    | 8:36.47   | Carlos San Martín (COL)                                                              | 8:39.23            | Julio Palomino (PER)                                                          | 8:48.93   |
| 4×100 metros estafetas      | Brasil · Paulo André de Oliveira · Felipe Bardi · Erik Cardoso · Rodrigo do Nascimento | 38.70     | Paraguai · Jonathan Wolk · Misael Zalazar · Fredy Maidana · César Almirón            | 39.25              | Venezuela · David Vivas · Rafael Vásquez · Alexis Nieves · Brayan Alamo       | 39.55     |
| 4×400 metros estafetas      | Venezuela · Javier Gómez · Julio Rodríguez · Kelvis Padrino · José Maita               | 3:04:14   | Brasil · Vitor Hugo dos Santos · Lucas Carvalho · Maxsuel Santana · Douglas da Silva | 3:04:15            | Argentina · Pedro Emmert · Bruno de Genaro · Julián Gaviola · Elián Larregina | 3:05:76   |
| Salto em altura             | Carlos Layoy (ARG)                                                                     | 2.23      | Fernando Ferreira (BRA)                                                              | 2.21               | Talles Silva (BRA)                                                            | 2.13      |
| Salto com vara              | Germán Chiaraviglio (ARG)                                                              | 5.55      | Dyander Pacho (ECU)                                                                  | 5.40               | Ricardo Montes (VEN)                                                          | 5.40 =    |
| Salto em comprimento        | Emiliano Lasa (URU)                                                                    | 8.08      | Lucas dos Santos (BRA)                                                               | 7.83               | José Luis Mandros (PER)                                                       | 7.76      |
| Salto triplo                | Almir dos Santos (BRA)                                                                 | 17.24     | Geiner Moreno (COL)                                                                  | 16.58              | Leodan Torrealba (VEN)                                                        | 16.52     |
| Arremesso de peso           | Welington Morais (BRA)                                                                 | 20.59     | Nazareno Sasia (ARG)                                                                 | 19.75              | Willian Dourado (BRA)                                                         | 19.45     |
| Lançamento de disco         | Claudio Romero (CHI)                                                                   | 63.24     | Juan Caicedo (ECU)                                                                   | 62.46              | Mauricio Ortega (COL)                                                         | 60.15     |
| Lançamento do martelo       | Humberto Mansilla (CHI)                                                                | 75.92     | Gabriel Kehr (CHI)                                                                   | 75.57              | Joaquin Gómez (ARG)                                                           | 73.77     |
| Lançamento do dardo         | Pedro Henrique Rodrigues (BRA)                                                         | 80.26     | Billy Julio (COL)                                                                    | 78.72              | Luiz Mauricio da Silva (BRA)                                                  | 77.17     |
| Decatlo                     | José Fernando Santana (BRA)                                                            | 8058      | Santiago Ford (CHI)                                                                  | 7845               | Gerson Izaguirre (VEN)                                                        | 7691      |

- 100 metres  O medalhista de ouro original Issam Asinga, do Suriname, foi desclassificado e perdeu a medalha de ouro após teste positivo para uma substância proibida ocorrido em 18 de julho de 2023.[3]
- 200 metres  O medalhista de ouro original Issam Asinga, do Suriname, foi desclassificado e perdeu a medalha de ouro após teste positivo para uma substância proibida ocorrido em 18 de julho de 2023.[3]

### Feminino
| Evento                      | Ouro                                                                                       | Ouro      | Prata                                                                                     | Prata     | Bronze                                                                       | Bronze    |
| --------------------------- | ------------------------------------------------------------------------------------------ | --------- | ----------------------------------------------------------------------------------------- | --------- | ---------------------------------------------------------------------------- | --------- |
| 100 metros                  | Vitória Cristina Rosa (BRA)                                                                | 11.17 =   | Ángela Tenorio (ECU)                                                                      | 11.30     | Aimara Nazareno (ECU)                                                        | 11.38     |
| 200 metros                  | Nicole Caicedo (ECU)                                                                       | 22.81     | Shary Vallecilla (COL)                                                                    | 23.07     | Ana Azevedo (BRA)                                                            | 23.13     |
| 400 metros                  | Martina Weil (CHI)                                                                         | 51.11     | Evelis Aguilar (COL)                                                                      | 51.41     | Nicole Caicedo (ECU)                                                         | 51.53     |
| 800 metros                  | Flávia de Lima (BRA)                                                                       | 2:01.82   | Déborah Rodríguez (URU)                                                                   | 2.03.94   | Berdine Castillo (CHI)                                                       | 2:04.16   |
| 1 500 metros                | Fedra Luna (ARG)                                                                           | 4:14.52   | July da Silva (BRA)                                                                       | 4:16.11   | María Pía Fernández (URU)                                                    | 4:16.78   |
| 5 000 metros                | Fedra Luna (ARG)                                                                           | 16.06.00  | Lizaida Valdivia (PER)                                                                    | 16:12.45  | Muriel Coneo (COL)                                                           | 16:20.82  |
| 10 000 metros               | Luz Mery Rojas (PER)                                                                       | 34:25.0   | Lizaida Valdivia (PER)                                                                    | 34:26.0   | Daiana Ocampo (ARG)                                                          | 24:28.2   |
| 20 km marcha atlética       | Mary Luz Andía (PER)                                                                       | 1.29.07.5 | Paula Torres (ECU)                                                                        | 1.33.06.1 | Gabriela Muniz (BRA)                                                         | 1.33.31.8 |
| 100 metros barreiras        | Caroline Tomaz (BRA)                                                                       | 13.26     | Micaela de Mello (BRA)                                                                    | 13.34     | María Ignacia Eguiguren (CHI)                                                | 13.81     |
| 400 metros barreiras        | Chayenne da Silva (BRA)                                                                    | 55.90     | Bianca dos Santos (BRA)                                                                   | 57.30     | Valeria Cabezas (COL)                                                        | 57.31     |
| 3.000 metros com obstáculos | Tatiane Raquel da Silva (BRA)                                                              | 9:55.73   | Simone Ferraz (BRA)                                                                       | 9:59.44   | Clara Baiocchi (ARG)                                                         | 10:19.71  |
| 4×100 metros estafetas      | Brasil · Ana Carolina Azevedo · Vitória Cristina Rosa · Bárbara Leôncio · Rosângela Santos | 43.47     | Colômbia · Evelyn Rivera · Angélica Gamboa · Shary Vallecilla · Melany Bolaño             | 44.18     | Chile · Viviana Olivares · Isidora Jiménez · Anais Hernandez · Javiera Cañas | 44.40     |
| 4×400 metros estafetas      | Colômbia · Lina Licona · Valeria Cabezas · Jennifer Padilla · Evelis Aguilar               | 3:31.39   | Brasil · Jainy Barreto · Julia Aparecida Ribeiro · Daysiellen Atla Dias · Tiffani Marinho | 3:31.63   | Chile · Poulette Cardoch · Berdine Castillo · Anais Hernández · Martina Weil | 3:35.39   |
| Salto em altura             | Valdileia Martins (BRA)                                                                    | 1.84      | María Arboleda (COL)                                                                      | 1.78      | Jennifer Rodríguez (COL)                                                     | 1.78      |
| Salto com vara              | Juliana Campos (BRA)                                                                       | 4.60      | Robeilys Peinado (VEN)                                                                    | 4.50      | Katherin Castillo (COL)                                                      | 4.20      |
| Salto em comprimento        | Eliane Martins (BRA)                                                                       | 6.62      | Lissandra Campos (BRA)                                                                    | 6.32      | Yuliana Angulo (ECU)                                                         | 6.26      |
| Salto triplo                | Gabriele Santos (BRA)                                                                      | 13.92     | Estrella Lobo (COL)                                                                       | 13.54     | Adriana Chila (ECU)                                                          | 13.42     |
| Arremesso de peso           | Ivana Gallardo (CHI)                                                                       | 17.39     | Livia Avancini (BRA)                                                                      | 17.04     | Natalia Duco (CHI)                                                           | 16.93     |
| Lançamento de disco         | Izabela da Silva (BRA)                                                                     | 61.26     | Karen Gallardo (CHI)                                                                      | 59.92     | Andressa de Morais (BRA)                                                     | 59.37     |
| Lançamento do martelo       | Rosa Rodríguez (VEN)                                                                       | 68.12     | Mayra Gaviria (COL)                                                                       | 67.07     | Ximena Zorrilla (PER)                                                        | 65.92     |
| Lançamento do dardo         | Flor Ruiz (COL)                                                                            | 61.82     | Jucilene de Lima (BRA)                                                                    | 60.68     | María Lucelly Murillo (COL)                                                  | 59.75     |
| Heptatlo                    | Martha Araújo (COL)                                                                        | 5785      | Tamara de Sousa (BRA)                                                                     | 5314      | María Fernanda Murillo (COL)                                                 | 5229      |

### Misto
| Evento                 | Ouro                                                                      | Ouro      | Prata                                                                                | Prata   | Bronze                                                                  | Bronze  |
| ---------------------- | ------------------------------------------------------------------------- | --------- | ------------------------------------------------------------------------------------ | ------- | ----------------------------------------------------------------------- | ------- |
| 4×400 metros estafetas | Colômbia · Jhon Perlaza · Lina Licona · Anthony Zambrano · Evelis Aguilar | 3:14.79 , | Brasil · Tiago da Silva · Julia Aparecida Ribeiro · Douglas da Silva · Jainy Barreto | 3:18.02 | Equador · Alan Minda · Anahí Suárez · Francisco Tejeda · Nicole Caicedo | 3:24.42 |

## Quadro de medalhas
O quadro de medalhas foi publicado.
| Ordem | País      | Medalha de ouro | Medalha de prata | Medalha de bronze | Total |
| ----- | --------- | --------------- | ---------------- | ----------------- | ----- |
| 1     | Brasil    | 20              | 14               | 11                | 45    |
| 2     | Argentina | 6               | 4                | 4                 | 14    |
| 3     | Colômbia  | 5               | 11               | 8                 | 24    |
| 4     | Chile     | 5               | 5                | 7                 | 17    |
| 5     | Peru      | 3               | 2                | 3                 | 8     |
| 6     | Venezuela | 2               | 1                | 5                 | 8     |
| 7     | Uruguai   | 2               | 1                | 1                 | 4     |
| 8     | Equador   | 1               | 5                | 6                 | 12    |
| 9     | Panamá    | 1               | 0                | 0                 | 1     |
| 10    | Paraguai  | 0               | 2                | 0                 | 2     |
|       | TOTAL     | 45              | 45               | 45                | 135   |

## Tabela de pontos
O Brasil ficou em primeiro lugar com 425 pontos.
| Posição | Nacionalidade | Total | Masculino | Feminino |
| ------- | ------------- | ----- | --------- | -------- |
| 1       | Brasil        | 425   | 200       | 225      |
| 2       | Colômbia      | 237   | 87        | 150      |
| 3       | Chile         | 160   | 90        | 70       |
| 4       | Argentina     | 140   | 93        | 47       |
| 5       | Equador       | 119   | 50        | 69       |
| 6       | Venezuela     | 78    | 56        | 22       |
| 7       | Peru          | 47    | 21        | 26       |
| 8       | Paraguai      | 33    | 24        | 9        |
| 9       | Uruguai       | 32    | 18        | 14       |
| 10      | Suriname      | 21    | 21        | 0        |
| 11      | Panamá        | 14    | 11        | 3        |
| 12      | Bolívia       | 9     | 0         | 9        |

## Participantes
Participaram 371 atletas as 13 nacionalidades.
| - Argentina (45) - Bolívia (13) - Brasil (81) - Chile (48) - Colômbia (57) - Equador (39) - Guiana (1) | - Panamá (9) - Paraguai (32) - Peru (15) - Suriname (5) - Uruguai (10) - Venezuela (16) |

Legenda
| Recorde mundial       | Recorde mundial (World record)               |                       | Recorde africano                      | Recorde africano (African) |                                           | Q | Classificado por posição (Qualified) |
| Recorde do campeonato | Recorde do campeonato (Championship record)  | Recorde da América    | Recorde da América (Americas)         | q                          | Classificado por melhor tempo (Qualified) |   |                                      |
| Melhor marca do ano   | Melhor marca do ano (World leading)          | Recorde asiático      | Recorde asiático (Asian)              | DNS                        | Não largou (Did not start)                |   |                                      |
| Recorde nacional      | Recorde nacional (National record)           | Recorde europeu       | Recorde europeu (European)            | DNF                        | Não terminou (Did not finish)             |   |                                      |
| Recorde pessoal       | Recorde pessoal do atleta (Personal best)    | Recorde da Oceania    | Recorde da Oceania (Oceania)          | DSQ / DQ                   | Desclassificado (Disqualified)            |   |                                      |
| Recorde da temporada  | Recorde da temporada do atleta (Season best) | Recorde sul-americano | Recorde sul-americano (South America) | NM                         | Sem marca (No mark)                       |   |                                      |